# Eclipse Engine
Eclipse Engine (eclipse с англ. — «затмение») — игровой движок, разработанный компанией BioWare специально для внутреннего использования.

## История разработки

Скриншот редактора уровней, который поставляется с Dragon Age: Origins.

Движок Eclipse является последователем предыдущих технологических решений компании BioWare — Odyssey и Electron, и вероятно, также содержит некоторые части исходного кода от них.
5 августа 2004 года на сайте Gamespot, который специализируется на различных компьютерных играх, появилась публикация о том, что компания BioWare объявила о названии своего нового игрового движка и зарегистрировала для него торговую марку. Примечательно, что данное объявление состоялось день спустя после анонсирования компьютерной игры Neverwinter Nights 2, которая была разработана Obsidian Entertainment по лицензии и под контролем BioWare (но с использованием предыдущего поколения движков — Electron).
7 ноября 2006 года на сайте Gamasutra, предназначенном для игровых разработчиков и компаний, появилась информация о приобретении компанией BioWare лицензии на использование физического движка PhysX для последующей интеграции в Eclipse.
6 ноября 2009 года состоялся официальный выход компьютерной ролевой игры Dragon Age: Origins, которая начинает новую серию проектов от BioWare. Данная игра базируется на новом игровом движке Eclipse. В комплекте поставляется редактор уровней.
16 марта 2010 года было выпущено официальное дополнение для Dragon Age: Origins — Awakening.

## Технические характеристики
В сравнении с предыдущими технологиями BioWare, в Eclipse был в очередной раз переписан рендерер — улучшены эффекты, создаваемые системой частиц, такие как туман, пламя, огонь, визуализации применения различных игровых заклинаний. Улучшено отображение воды, которая создана с использованием шейдеров.
Также появились новые пост-эффекты: помимо фильтра bloom были добавлены motion blur и глубина резкости сцены — последний эффект позволяет сделать так, что объект, который находится на переднем плане (например, один из персонажей) будет четко виден, в то время, как задний план — расфокусирован. Это позволяет сосредоточить внимание игрока на персонаже, подобно тому, как это делается в кинематографе. Помимо этого, было увеличено допустимое количество полигонов для трехмерных моделей объектов и персонажей и поднято разрешение текстур.
Используется физический движок PhysX.
Eclipse Engine поддерживает персональный компьютер под управлением Windows или Mac OS X и игровые консоли Xbox 360 и PlayStation 3.

## Игры, использующие Eclipse Engine
- 2009 — Dragon Age: Origins[6][7]
- 2010 — Dragon Age: Origins – Awakening[9][10]